# Lodi Township (Ohio)
Lodi Township ist eines von 14 Townships des Athens Countys im US-Bundesstaat Ohio. Nach der Volkszählung im Jahr 2000 waren hier 1403 Einwohner registriert.

## Geografie
Lodi Township liegt im Süden des Athens Countys im Südosten von Ohio und grenzt im Uhrzeigersinn an die Townships: Canaan Township, Rome Township, Carthage Township, Orange Township im Meigs County, Bedford Township (Meigs County), Scipio Township (Meigs County), Alexander Township und Athens Township.

## Verwaltung
Das Township wird durch ein Board of Trustees, bestehend aus drei gewählten Mitgliedern, verwaltet. Zwei Personen werden jeweils im Jahr nach der Präsidentschaftswahl gewählt und eine jeweils im Jahr davor. Die Amtszeit dauert in der Regel vier Jahre und beginnt jeweils am 1. Januar. Daneben gibt es noch einen Township Clerk (Schriftführer), der ebenfalls im Jahr vor der Präsidentschaftswahl auf eine vierjährige Amtszeit gewählt wird. Dessen Amtszeit beginnt jeweils am 1. April.